# Binger (Oklahoma)
Binger – miasto w Stanach Zjednoczonych, w stanie Oklahoma, w hrabstwie Caddo.